# Grafschaft Lohra

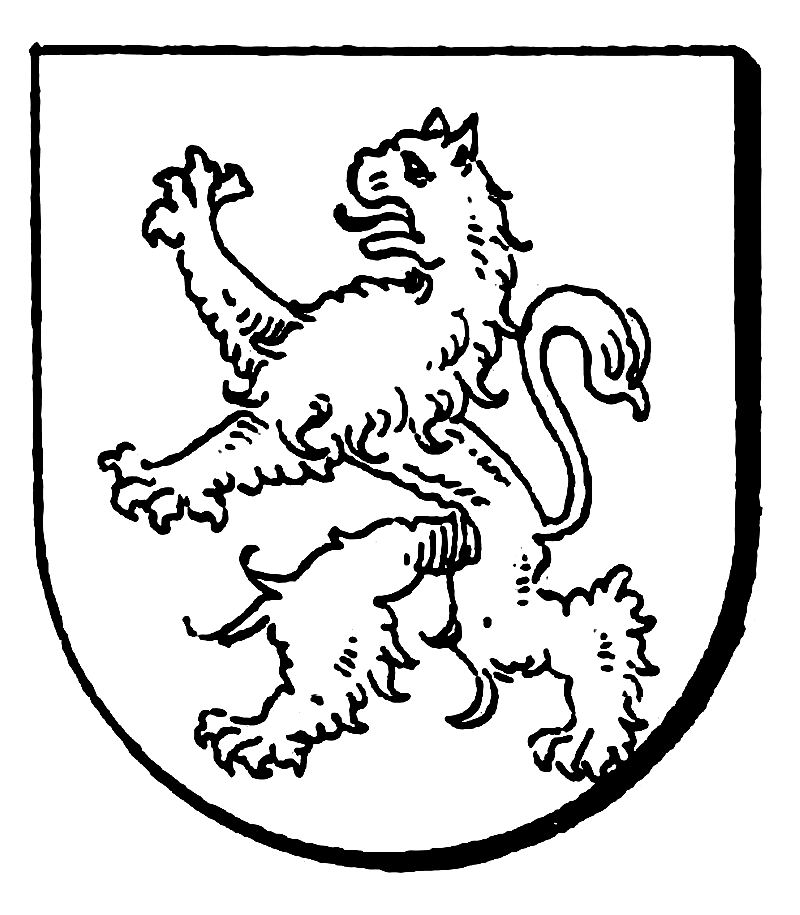
Wappen der Grafen von Lohra

Die Grafschaft Lohra (zeitgenössisch Lare) war eine kleine Grafschaft im Norden Thüringens, die im 12. und 13. Jahrhundert bestand. Sie lag an der oberen Wipper im Gebiet um Bleicherode, etwa 15 Kilometer südwestlich von Nordhausen. Ein erster Graf wurde 1116 erwähnt, der letzte Graf von Lohra kehrte 1227 von einem Kreuzzug nicht mehr zurück. Danach bestand das Gebiet als Herrschaft Lohra noch bis zum Ende des Heiligen Römischen Reichs als Teil verschiedener Territorien fort.
Bedeutend sind die baulichen Hinterlassenschaften der Grafen von Lohra, namentlich die Burg Lohra mit ihrer romanischen Doppelkapelle und die Klosterkirche Münchenlohra.

## Geschichte

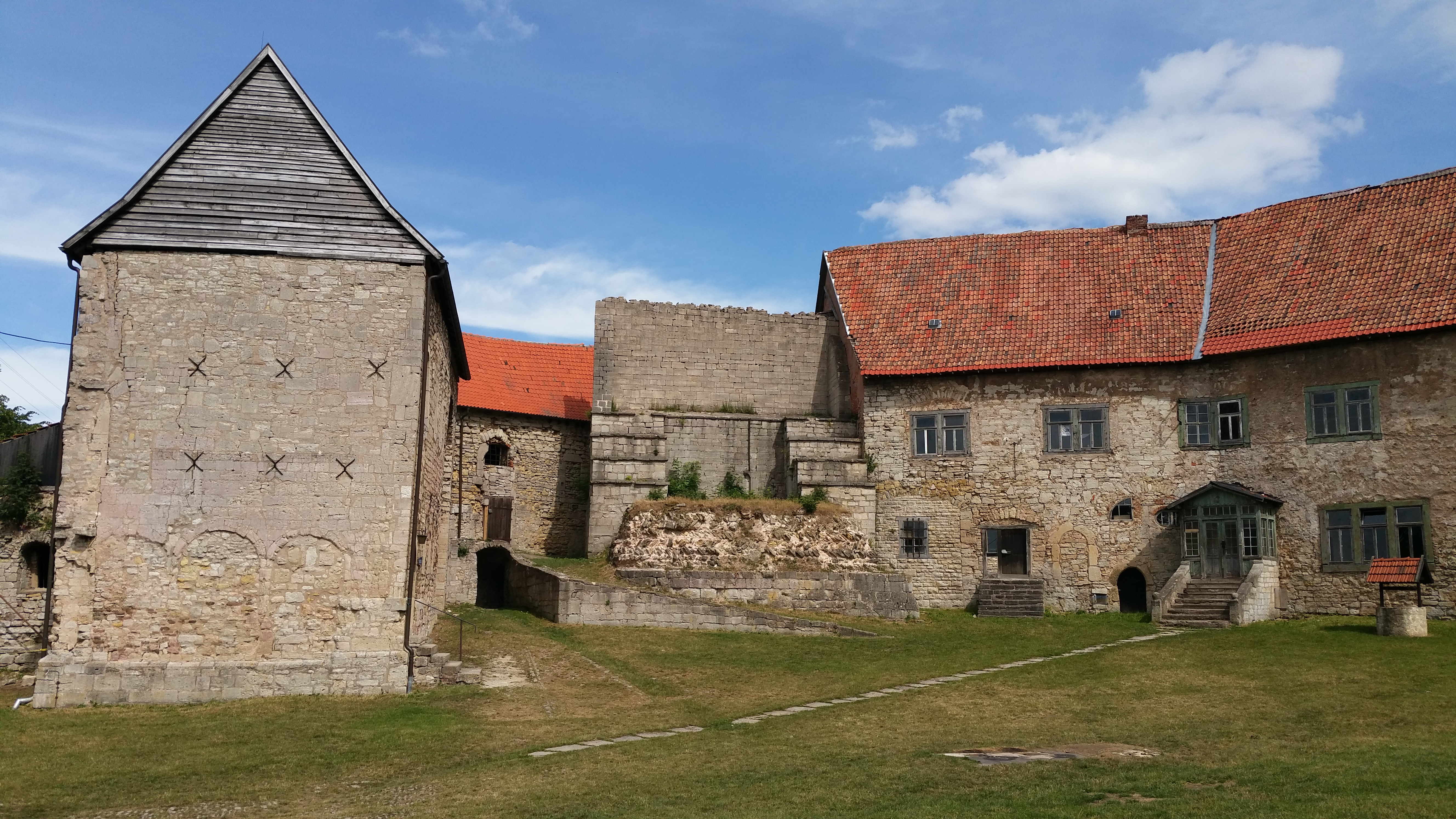
Burg Lohra, Gesamtansicht mit Ruine des Bergfrieds in der Mitte

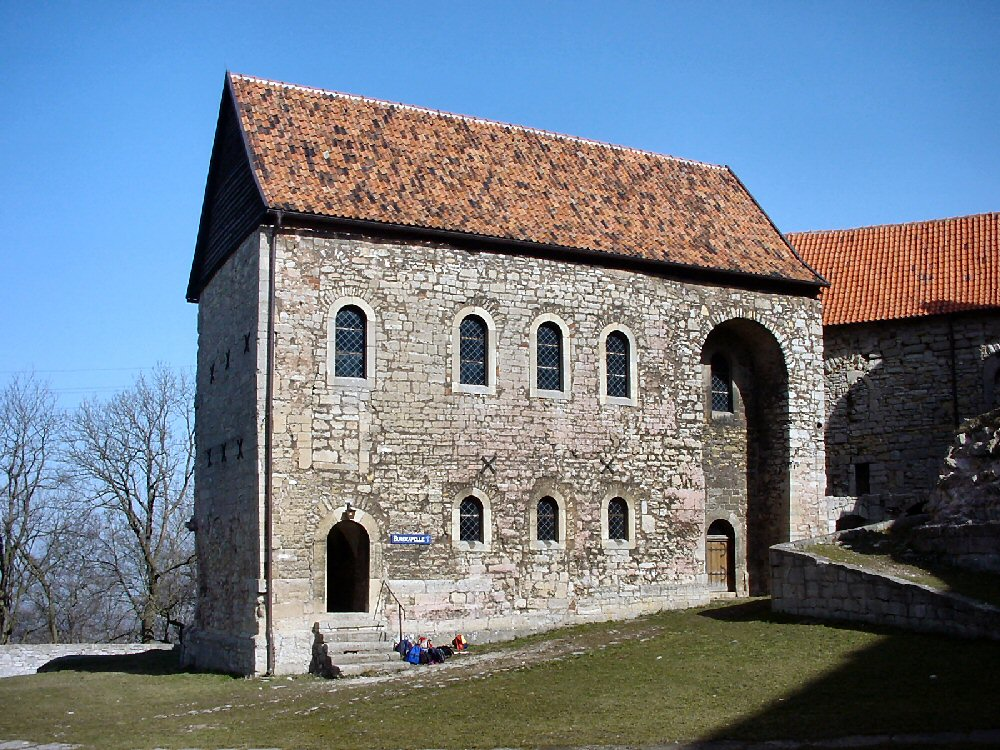
Romanische Doppelkapelle auf Burg Lohra

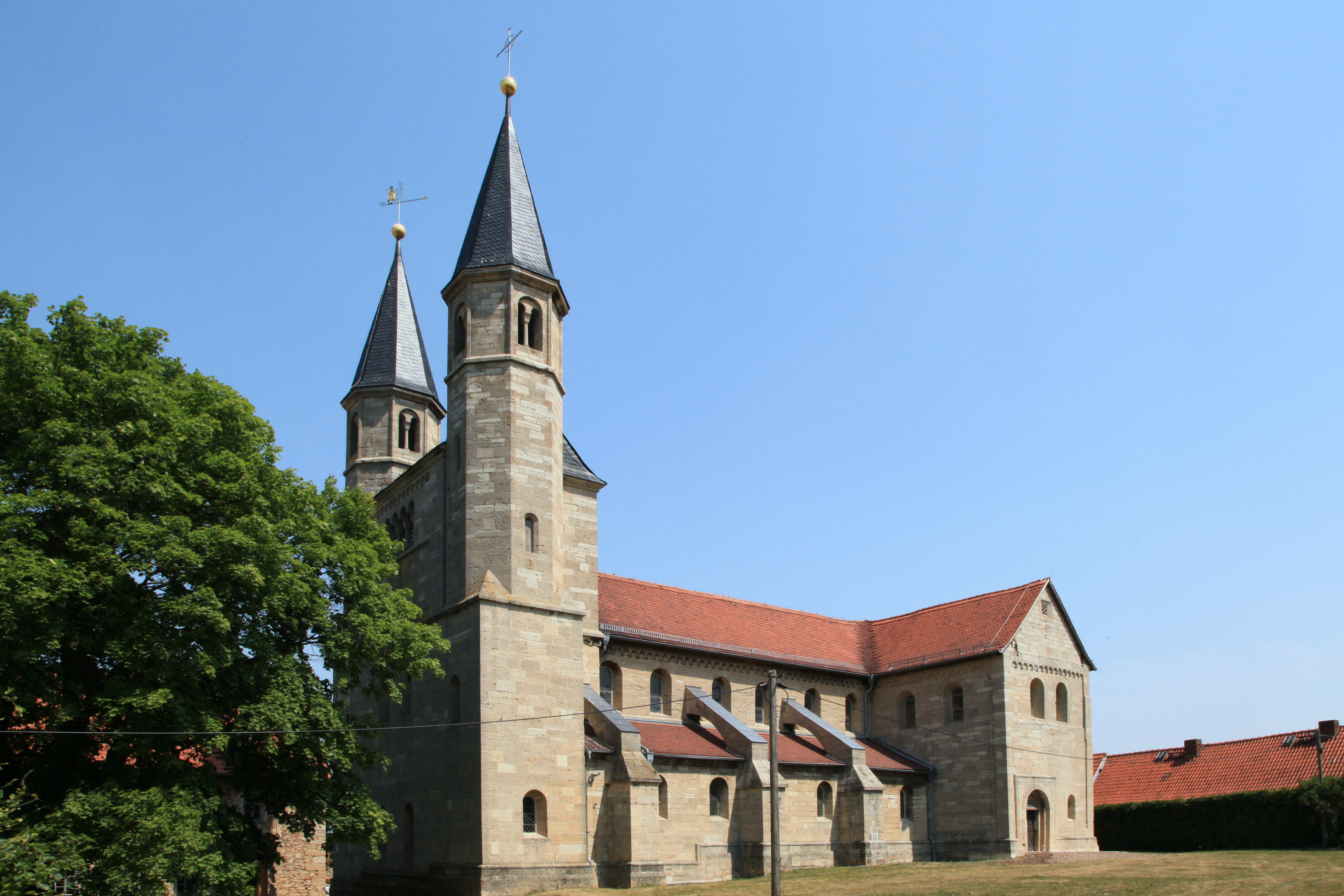
Klosterkirche Münchenlohra

Zur Geschichte der Grafschaft ist in Urkunden und schriftlichen Quellen nur sehr wenig überliefert, sodass durch die Historiografie erarbeitete Annahmen eine große Rolle spielen.

### Gründung
Die Entstehungsgeschichte der Grafschaft Lohra liegt im Zusammenhang mit dem Sachsenkrieg Heinrichs IV., der in den Jahren 1073 bis 1075 einen Schwerpunkt in Nordthüringen hatte. Der König befand sich im Kampf mit den Großen der Region um die Vorherrschaft über die Gebiete um den Harz. Das Gebiet um Lohra liegt an der Gabelung der Straße von Nordhausen nach Mühlhausen (mit Aufstieg auf die Hainleite) und ins Eichsfeld (durch die Eichsfelder Pforte im Wippertal) und diente den Königen somit als Verbindung zwischen den Reichsgut-Komplexen im Harz und im Werratal um Eschwege. Ein erster königlicher Sicherungsversuch durch die Errichtung der Hasenburg etwas nördlich von Lohra scheiterte im Krieg. Um ihre regionale Stellung gegenüber dem sächsischen Adel dennoch zu konsolidieren, richteten die Salier vermutlich die Grafschaft ein und gaben sie an Verwandte der Ludowinger, die im Sachsenkrieg zumindest keine offene Gegnerschaft zu den Königen pflegten. 1116 wurde Berengar als erster Graf von Lohra erwähnt, der zu diesem Zeitpunkt schon einen erwachsenen Sohn hatte und gemäß der unsicheren Überlieferungen der Reinhardsbrunner Chroniken mütterlicherseits ein Enkel Ludwigs des Bärtigen aus dem Geschlecht der Ludowinger war. Berengars Schwester Adelheid stiftete 1127 das nahe gelegene Kloster Walkenried, sein jüngerer Sohn Dietrich I. erschien 1154 als erster Graf von Berka.
Die neue Grafschaft setzte sich vermutlich sowohl aus geerbten ludowingischen Allodien Berengars als auch aus Reichsgut zusammen und umfasste das Gebiet von Worbis im Westen über Bleicherode in der Mitte bis nach Kleinfurra im Osten und von der Hainleite im Süden bis ins Bodetal im Norden. Dort entstand um Großbodungen ein kleiner Herrschaftsbezirk mit Burg, mit dessen Verwaltung die Grafen die Ministerialen von Bodungen beauftragten. Sitz der Grafen wurde die um 1100 angelegte Burg Lohra in der Hainleite oberhalb des Wippertals. Wolfram Siegel (2005) vermutet einen vorherigen, nach Anlage der Burg umgewidmeten Grafensitz im Bereich des Klostergeländes und erschließt diesen einerseits in Analogie zu den zeitgleichen Entwicklungen in Ballenstedt/Burg Anhalt und Ermsleben/Burg Falkenstein (Verlegung der Adelssitze aus dem Altsiedelland auf Höhenburgen), andererseits aus dem Ortsnamen Lare, der (wie die hessischen -lar-Orte) für ein eingehegtes Gebiet steht, das er in diesem Adelssitz sieht. Grabungen, um diese Hypothese zu bestätigen oder zu widerlegen, wurden jedoch im Klosterbereich noch nicht durchgeführt. Dem steht die (ebenfalls unsichere) Reinhardsbrunner Chronik gegenüber, die die Herkunft der Grafen von Lohra bei den Ludowingern sieht, womit sich ein älterer Sitz für diese Grafen erübrigt, da sie von außerhalb kamen.

### Konsolidierung und Erlöschen
Graf Ludwig III. erschien 1188 als Vogt von Eschwege, sein jüngerer Bruder Berengar II. 1184 als Vogt von Bischofstein. Die guten Beziehungen zum staufischen Königshaus sorgten im späten 12. Jahrhundert für einen im Verhältnis zur Landesgröße hohen Wohlstand der Grafen von Lohra, der sich um 1170 in reger Bautätigkeit äußerte. Zeitgleich entstanden die bedeutende romanische Doppelkapelle auf der Burg Lohra und die Klosterkirche Münchenlohra, die ebenfalls zu den wichtigen romanischen Bauwerken in Thüringen zählt. Die Beziehung des Klosters zu den Grafen ist nicht vollständig klar. Es war wohl das Hauskloster des Geschlechts, wenngleich keine Bestattung eines der Grafen dort dokumentiert ist. Zudem stammt die heutige Klosterkirche von einem Frauenkloster, während der Ortsname Münchenlohra auf ein Herrenkloster verweist. Möglicherweise gab es vor Anlage der heutigen Kirche einen Vorgängerbau eines später umgewandelten Mönchklosters, was in dieser Zeit nicht unüblich gewesen wäre. In die urkundliche Überlieferung tritt das Kloster erst 1289, über ein Jahrhundert nach seiner bauhistorisch nachgewiesenen Gründung, ein, was ein weiterer Beleg für die spärlichen Schriftquellen zur Grafschaft ist.
Nur gut 100 Jahre nach ihrer Einrichtung endete die Eigenständigkeit der Grafschaft mit dem Tod Ludwigs IV. von Lohra auf einem Kreuzzug im Jahr 1227.

### Fortbestand als Herrschaft Lohra

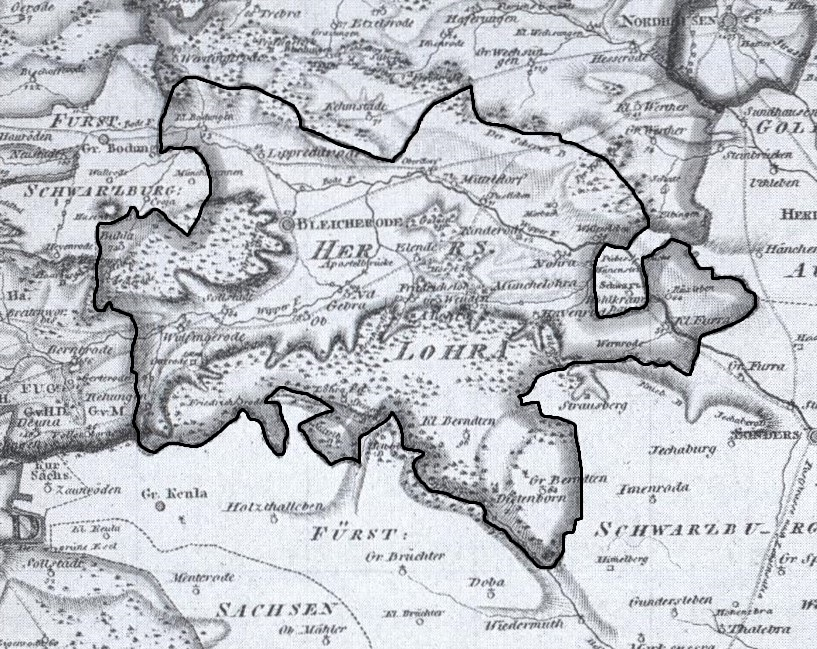
Herrschaft Lohra um 1800 (schwarz hervorgehoben)

Nach dem Aussterben der Grafen von Lohra erbten die eng verwandten Grafen von Beichlingen das Gebiet und besetzten die Burg Lohra mit  Vögten zur Verwaltung. Wie viele andere kleinere Grafengeschlechter aus Thüringen befanden auch sie sich Mitte des 14. Jahrhunderts im Niedergang und waren gezwungen, Teile ihres Besitzes zu verkaufen. So gelangte die verbliebene Herrschaft Lohra, nachdem der westliche Teil um Worbis schon 1289 an die wettinische Landgrafschaft Thüringen verkauft wurde, um 1320 durch Kauf an die nördlich direkt benachbarte Grafschaft Hohnstein, in der sie in der Folge als Verwaltungsbezirk Fortbestand hatte. Die Grafen von Hohnstein führten die Titel Grafen von Lohra und Grafen von Klettenberg bis zu ihrem Aussterben 1593 weiter. Danach kam das Gebiet durch Besatzung zum von Braunschweig-Wolfenbüttel kontrollierten Hochstift Halberstadt, wenngleich die Grafen von Schwarzburg als rechtmäßige Erben Lohras vorgesehen waren. Diese konnten jedoch nur das Amt Großbodungen halten, das bis 1816 zu Schwarzburg-Sondershausen gehörte. Mit dem Westfälischen Frieden 1648 gelangte der übrige (braunschweigisch-halberstädtische) Teil schließlich zu Brandenburg/Preußen, wo die Herrschaft Lohra bis zur Schaffung des Landkreises Grafschaft Hohenstein im Jahr 1816 bestehen blieb.
Die frühneuzeitliche Herrschaft Lohra, die vermutlich zu einem größeren Teil mit der alten Grafschaft Lohra deckungsgleich war, umfasste neben der Stadt Bleicherode die folgenden Dörfer: Buhla, Kleinbodungen und Lipprechterode im Bodegebiet, Rehungen, Wülfingerode, Ascherode, Sollstedt, Obergebra, Niedergebra und Elende im oberen Wippertal, Friedrichslohra, Münchenlohra, Großwenden, Kleinwenden, Hainrode und Wernrode am Nordrand der Hainleite, Oberdorf, Mitteldorf, Pustleben, Mörbach, Kinderode, Nohra, Wollersleben, Rüxleben und Kleinfurra im mittleren Wippertal, wo auch die schwarzburgische Exklave Wolkramshausen im Gebiet lag, sowie Großberndten, Kleinberndten, Dietenborn und Friedrichsrode auf der Hochfläche der Hainleite. Das schwarzburgische Amt Großbodungen, ebenfalls aus der Grafschaft Lohra hervorgegangen, umfasste bis 1816 den Marktflecken Großbodungen als Hauptort sowie die Dörfer Kraja, Wallrode, Haynrode, Hauröden und die in Klettenberg gelegene Exklave Epschenrode.

## Vertreter
1. Berengar I.
2. Adelheid
3. Ludwig I.
4. Ludwig II.
5. Ludwig III.
6. Ludwig IV.